# Castello di Carmagnola
Il castello di Carmagnola è il principale edificio difensivo di origine medievale situato a Carmagnola, in Piemonte.

## Storia
Venne costruito a partire dal 1203 e cioè da quando il marchese Manfredo II di Saluzzo decise di consolidare il proprio potere politico e giurisdizionale sulle proprie terre difendendole tramite l'edificazione di un avamposto militare nella città strategica di Carmagnola. Il primo castello qui realizzato all'epoca dal marchese altro non era che un fortilizio con palizzata in legno circondato da un fossato che a partire dal 1266 venne ampliato collegandolo alla vicina cerchia di mura cittadine che già erano dotate di tre torri, mentre al quarto angolo andò a porsi proprio il castello.

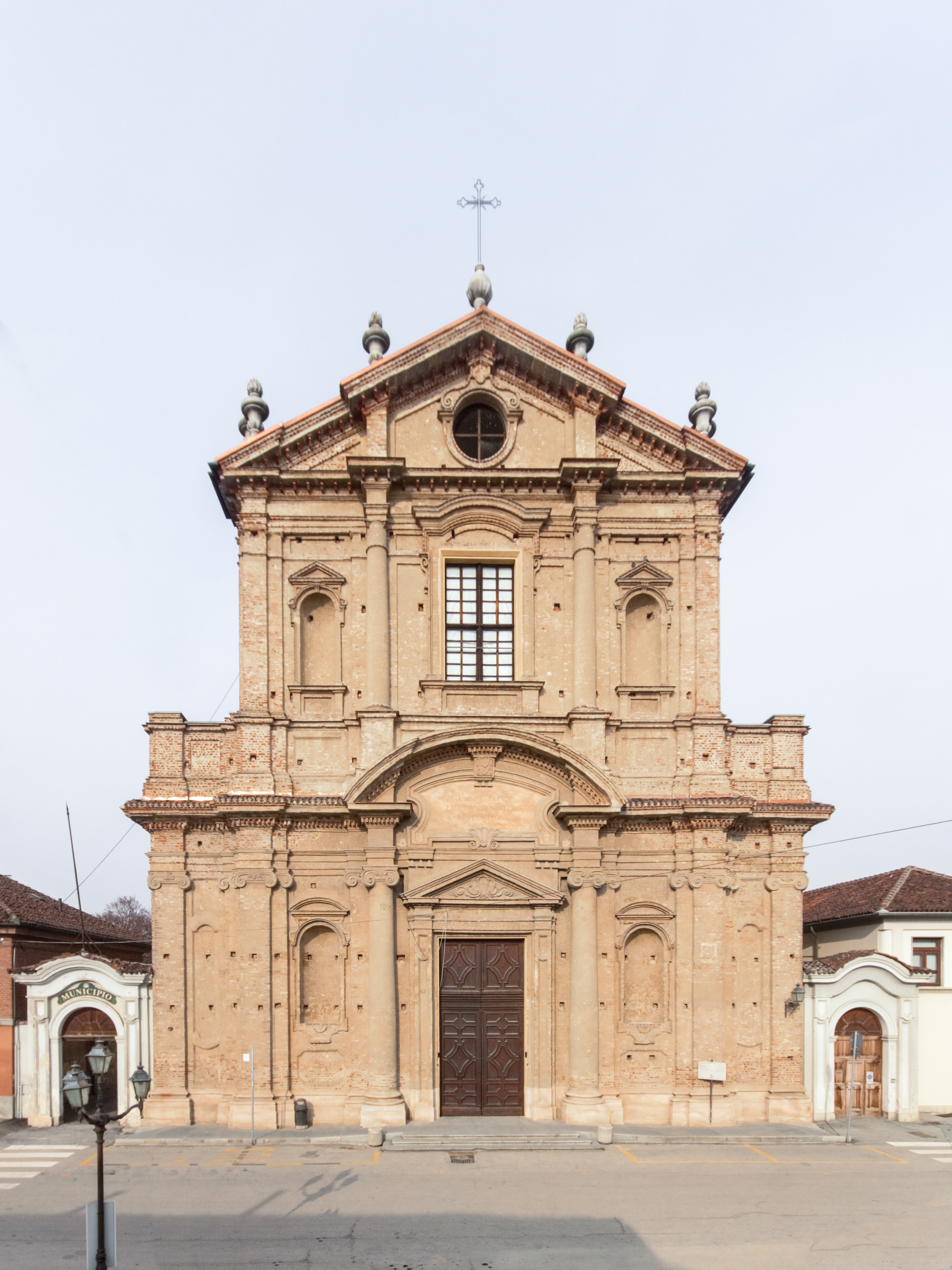
La chiesa di San Filippo adiacente all'ingresso del Municipio

A partire dal XIII secolo e almeno sino alla metà del Cinquecento (ad eccezione del periodo di dominazione francese dal 1375 al 1410), Carmagnola fu essenzialmente una roccaforte militare, lontana dal clima culturale che si respirava nella raffinata corte di Saluzzo da cui pure dipendeva. Il paese venne pertanto coinvolto in tutte le guerre che coinvolsero anche il marchesato locale dapprima contro gli Acaia, poi contro i Savoia, poi contro i marchesi del Monferrato, i Visconti di Milano, gli spagnoli ed i francesi, ritrovandosi a metà Cinquecento con il castello ormai ridotto quasi in rovina.
Nel 1588 la città ed il castello vennero conquistate dalle truppe di Carlo Emanuele I di Savoia che annetté il dominio al proprio stato. Venne in quel frangente edificata una seconda cerchia di mura a difesa della città, avente sempre per angolo il fortilizio del castello. Tale cerchia muraria verrà poi completamente smantellata nel 1692. Il castello stesso venne in parte ricostruito ed al 1682 appariva dotato di un apparato difensivo completo: a pianta quadrangolare con corpi di due piani, aveva quattro bastioni angolari ed un fossato.
Tra il 1686 e il 1687, nel contesto della persecuzione dei Valdesi, circa 1400 uomini catturati nelle Valli valdesi vennero imprigionati nel castello di Carmagnola. Di questi solo circa 300 riuscirono a sopravvivere alle sevizie ed alle atrocità subite durante la detenzione.
Alla fine del 1600 le fortificazioni medievali avevano ormai perduto la loro funzione originaria e pertanto l'intera costruzione finì all'asta da parte del governo sabaudo e nel 1701 venne venduta ai padri Filippini che vi edificarono la vicina chiesa di San Filippo, realizzata con materiali ricavati dalla parziale demolizione delle fortificazioni precedenti, trasformando la parte residua del castello in un convento. Durante questi lavori, la struttura del castello non venne sostanzialmente mutata, ma esso subì modificazioni come l'abbattimento di un lato delle fortificazioni, l'apertura di finestre e balconi e addirittura la trasformazione della torre difensiva in campanile.
Nel 1863 l'intero complesso venne acquistato e restaurato a spese della locale amministrazione cittadina che provvide a farne la sede del comune.

## La struttura

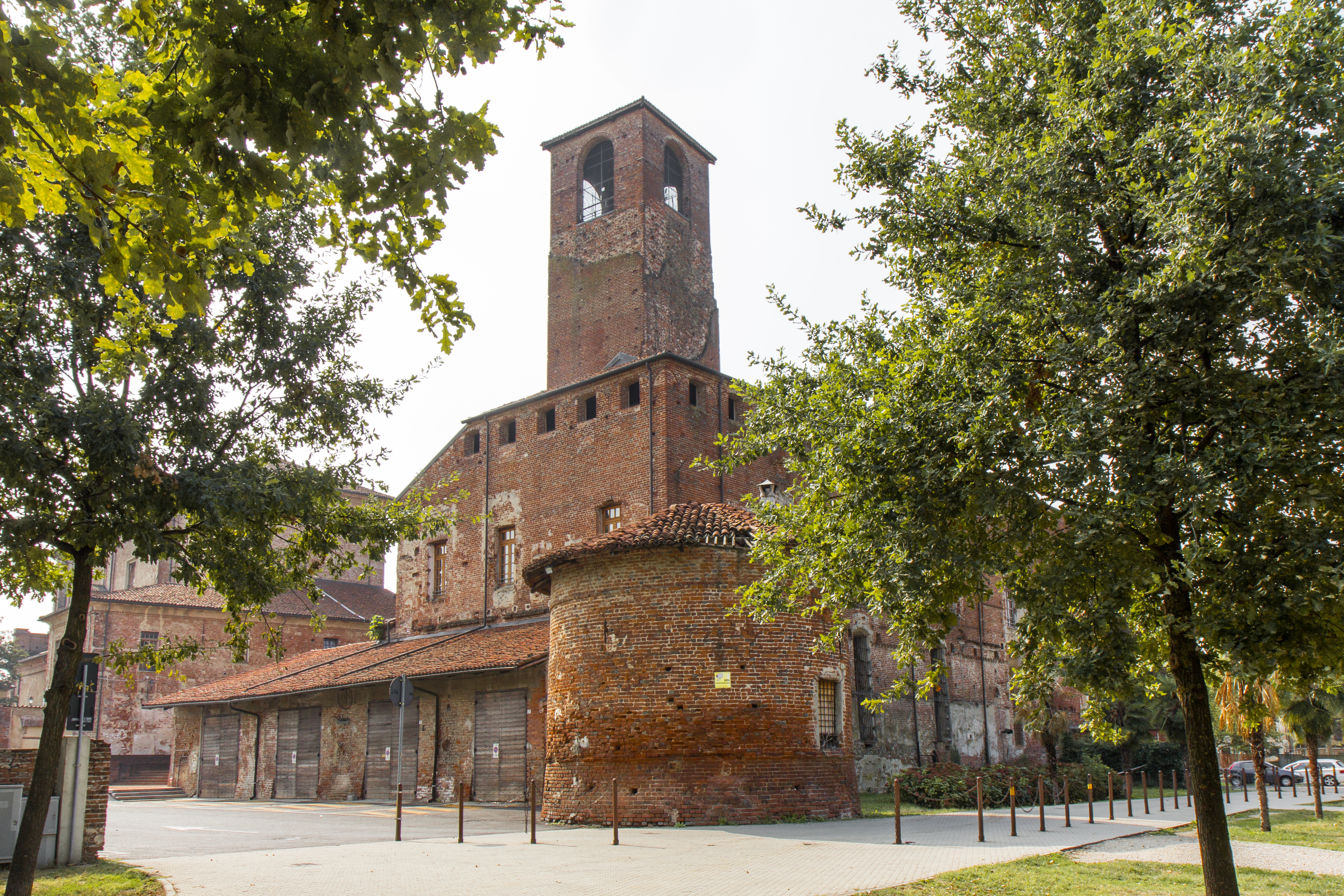
Il castello di Carmagnola

Malgrado i molti mutamenti strutturali subiti nel corso dei secoli, ancora oggi il castello conserva un impianto originario di stile medievale con cornici in cotto (prevalentemente sul lato del parco retrostante), una fascia marcapiano a dentelli e parte della merlatura superiore delle mura. Il cortile interno della struttura contraddistinto da un porticato con grandi archi a sesto acuto.
Sopravvive quasi intatta la quattrocentesca torre di guardia a base quadrata, rialzata nel XVIII secolo con una cella campanaria in mattoni; all'interno la struttura conserva anche una piccola cella adibita un tempo a prigione.
Irriconoscibile nella sua funzione originaria è invece una torre circolare bassa oggi coperta da un tetto che sorge poco distaccata rispetto al complesso del castello che probabilmente aveva funzioni difensive complementari alla struttura.
-